# 陆天明
陆天明（1943年—），男，祖籍江苏海门、生于云南昆明，中国作家、编剧，一级编剧，中国作家协会、中国戏剧家协会、中国电视艺术家协会会员。他曾获得中国百佳电视艺术工作者、全国最佳编剧等称号。

## 家庭
陆天明的妹妹为作家陆星儿，儿子为中国知名导演陆川。

## 主要著作

### 长篇小说
- 桑那高地的太阳
- 泥日
- 木凸
- 苍天在上
- 大雪无痕（后来改编成同名电视剧）
- 省委书记
- 雀群
- 高纬度战栗

### 中篇小说集
- 啊，野麻花

### 剧本
- 走出地平线
- 扬帆万里
- 第十七棵黑杨
- 华罗庚
- 上将许世友
- 阎宝航
- 冻土带

## 轶事
2015年8月，接受中纪委的邀请准备创作反腐剧的陆天明，为了真实再现中共十八大以来的反腐局面，进入秦城监狱体验生活，跟正在服刑的落马高官们同处一地。